# Episodi di Psych (ottava stagione)
L'ottava e ultima stagione della serie televisiva Psych è stata trasmessa in prima visione negli Stati Uniti d'America da USA Network dall'8 gennaio al 26 marzo 2014.
In Italia la stagione è stata trasmessa in prima visione sul a pagamento Joi dal 25 agosto al 27 ottobre 2014, mentre in chiaro è stata trasmessa da TOP Crime dal 25 ottobre al 22 novembre 2015.
| nº | Titolo originale                                                     | Titolo italiano                 | Prima TV USA     | Prima TV Italia   |
| -- | -------------------------------------------------------------------- | ------------------------------- | ---------------- | ----------------- |
| 1  | Lock, Stock, Some Smoking Barrels and Burton Guster's Goblet of Fire | La residenza reale              | 8 gennaio 2014   | 25 agosto 2014    |
| 2  | S.E.I.Z.E. the Day                                                   | Cogli l'attimo                  | 15 gennaio 2014  | 1º settembre 2014 |
| 3  | Remake A.K.A. Cloudy... With a Chance of Improvement                 | Previsioni mortali              | 22 gennaio 2014  | 8 settembre 2014  |
| 4  | Someone's Got a Woody                                                | Indagini di nascosto            | 29 gennaio 2014  | 15 settembre 2014 |
| 5  | Cog Blocked                                                          | Il sosia di Gus                 | 5 febbraio 2014  | 22 settembre 2014 |
| 6  | 1967: A Psych Odyssey                                                | Odissea sensitiva               | 26 febbraio 2014 | 29 settembre 2014 |
| 7  | Shawn and Gus Truck Things Up                                        | Delitto nel chiosco             | 5 marzo 2014     | 6 ottobre 2014    |
| 8  | A Touch of Sweevil                                                   | Riunione di sensitivi           | 12 marzo 2014    | 13 ottobre 2014   |
| 9  | A Nightmare on State Street                                          | Un incubo su una strada statale | 19 marzo 2014    | 20 ottobre 2014   |
| 10 | The Break-Up                                                         | Fuga da Santa Barbara           | 26 marzo 2014    | 27 ottobre 2014   |

## La residenza reale
- Titolo originale: Lock, Stock, Some Smoking Barrels and Burton Guster's Goblet of Fire
- Diretto da: Steve Franks
- Scritto da: Steve Franks e Kell Cahoon

### Trama
L'intero episodio è raccontato dalle voci fuori campo di Shawn e Gus:
2013: Disoccupati da settimane a causa dell'arrivo di Trout al dipartimento, Shawn e Gus vengono convocati dall'Interpol a Londra, Inghilterra, per prendere parte a un caso (sebbene l'interesse del secondo sia in realtà recarsi a una convention di Harry Potter). Arrivati sul posto scoprono tuttavia che a chiamarli è stato Pierre Despereaux, il quale racconta loro di essere un agente, di nome Roy Staley, rimasto sotto copertura per anni e ora bisognoso del loro aiuto per una missione d'infiltrazione e cattura di una banda criminale.
Seppur sospettosi che Despereaux si stia semplicemente servendo di loro per i suoi scopi criminali dopo essersi infiltrato nell'organizzazione internazionale, i due accettano e si fanno pertanto assumere rispettivamente come autista (Shawn) ed esperto di esplosivi (Gus) nella banda del pericoloso e instabile boss malavitoso Ronnie Ives, intenzionato a svaligiare una magione appartenente alla famiglia reale britannica.
Il giorno della rapina tuttavia, essi scoprono che lo stesso Despereaux sarà un membro della banda e, sebbene il suo aiuto si riveli indispensabile per portare a buon fine l'operazione e arrestare i malviventi, terminata l'impresa questi sembra sparire nel nulla lasciando il dubbio se lavorasse realmente per l'Interpol o fosse intenzionato a derubare la residenza reale da solo.
- Altri interpreti: Cary Elwes (Pierre Despereaux), Vinnie Jones (Ronnie Ives), Olivia d'Abo (Dierdre), Theo Devaney (Winston), Andrew Kavadas ('Arry), Byron Briscoe (Robert Fino), Avery Taylor (Parkey), Paul Kloegman (Win Stuyvesant).
- Ascolti USA: telespettatori 2 280 000[1].
- Nota. L'episodio, oltre a essere il trentaquattresimo privo di flashback iniziale, è un tributo allo stile di Guy Ritchie; nonché il primo dei cinque in cui non compare Maggie Lawson.

## Cogli l'attimo
- Titolo originale: S.E.I.Z.E. the Day
- Diretto da: David Crabtree
- Scritto da: Todd Harthan

### Trama
2013 (due giorni fa): Trout e Jules, promossa ispettrice capo, guidano una retata in casa di un criminale con precedenti di violenza. Prima che l'uomo possa sfuggire Lassiter, degradato a poliziotto, riesce ad arrestarlo da solo compiendo un atto di estremo eroismo.
2013 (presente): Oltre a non essergli riconosciuto il merito dell'arresto svolto, Lassiter continua a essere trattato con sufficienza dal capo Trout anche nel momento in cui gli salva la vita da un misterioso cecchino. Frustrato e disilluso, l'ex-ispettore capo ritrova il buonumore nel momento in cui sua moglie Marlowe gli comunica di essere incinta. La notizia scatena però nell'uomo anche un'irrazionale paura della morte e, dunque, essendo troppo spaventato per portare a termine l'incarico di cattura dell'attentatore di Trout, gira il caso a Shawn e Gus, i quali a causa del suo atteggiamento iniziano a temere che sia malato terminale, convincendo anche Jules.
Le indagini portano a smascherare Patrick Aubashawn, un uomo che, trovatosi casualmente in mezzo alla retata di Trout aveva finito per essere arrestato dopo aver chiesto di poter attraversare il posto di blocco per andare a casa; evento scatenante una reazione a catena che lo ha portato a venire licenziato, separarsi dalla moglie e giurare di vendicarsi di tutti coloro che gli abbiano mai fatto un torto.
Trovatosi faccia a faccia col killer, Lassiter ritrova la determinazione perduta, anche dopo aver sentito la moglie di Patrick dire di non voler figli da un codardo e riesce ad arrestarlo sciogliendo l'equivoco con Jules, Shawn e Gus rivelando loro di star aspettando un bambino. Infine, per una sorta di contorto senso di riconoscenza, Trout gli assegna la nuova posizione di suo autista personale.
- Altri interpreti: Anthony Michael Hall (Harris Trout), Kristy Swanson (Marlowe Lassiter), Celia Weston (signora Trout), Patrick Gilmore (Patrick Aubashawn), Ben Wilkinson (Vance “V-Mack” McMillan), Kimmy Robertson (Franny), Christina Sicoli (Marie Olsen).
- Ascolti USA: telespettatori 1 510 000[2].
- Nota. È il trentacinquesimo episodio privo di flashback iniziale.

## Previsioni mortali
- Titolo originale: Remake A.K.A. Cloudy… With a Chance of Improvement
- Diretto da: Andy Berman
- Scritto da: Andy Berman e Todd Harthan

### Trama
1981: Henry porta il figlio, ancora in fasce, ad assistere a un processo per insegnargli a riconoscere chi mente.
2006: La motocicletta di Shawn viene requisita per aver accumulato troppe multe, dunque il ragazzo si reca in tribunale assieme a Gus per recuperarla; qui conosce Sandra Panitch, docile maestra d'asilo accusata dell'omicidio del meteorologo donnaiolo Jackson Hale in quanto ultima persona ad averlo visto vivo poiché sua amante. Dopo aver constatato che il difensore della donna, l'insicuro e privo di autostima Adam Hornstock, si trova in grosse difficoltà a gestire il confronto col brillante avvocato accusatore Logan Phelps, i due gli si offrono come consulenti legali pro bono e iniziano dunque a indagare sul caso.
Inizialmente il "sensitivo" sospetta di Ruben Leonard, collega dell'uomo de sempre invidioso del suo successo; ma, dopo che questi muore in diretta per un avvelenamento, la sua attenzione si sposta sulla receptionist Priscilla Morgenstern, unica donna in tutta Santa Barbara a essere ignorata da Hale sebbene da sempre innamorata di lui; anche lei risulta però innocente poiché la notte dell'omicidio l'ha passata con Woody Strode, patologo di Los Angeles in trasferta. Osservando attentamente le confuse registrazioni dell'incontro amoroso tra Jackson Hale e Sandra Panitch, Shawn riesce infine a scoprire il vero colpevole: Morty Camp, presentatore televisivo convinto di una tresca tra sua moglie Connie e il collega che ha aggredito quest'ultimo mentre era appartato con la Panitch accorgendosi solo in seguito dell'errore e lasciando in vita la donna perché le venisse addossata la colpa.
Vinto il caso, Hornstock ringrazia i due e chiede al "sensitivo" il suo permesso di provarci con "la poliziotta bionda che gli piace tanto" nel caso in cui non funzionasse tra di loro.
- Altri interpreti: Kurt Fuller (Woody il coroner), Michael Weston (Adam Hornstock), Dana Ashbrook (Jackson Hale), Lindsay Sloane (Sandra Panitch), Katharine Isabelle (Priscilla Morgenstern), Alan Ruck (Ruben Leonard), Ray Wise (giudice Horace Leland), Ralph Macchio (Logan Phelps), Ed Lover (Bailiff Comonsat), Carlos Jacott (Morty Camp), Janet Varney (Connie Camp), Michael Eklund (spazzino).
- Ascolti USA: telespettatori 1 610 000[3].
- Nota. Grazie a questo episodio, Psych è diventata la prima serie TV ad aver mai realizzato il remake di una propria puntata: difatti è il rifacimento di Delitto tra le nuvole, sebbene abbia un finale diverso. Ad aumentare l'effetto déjà vu la presenza di due delle guest star originali: Michael Weston, di nuovo nel ruolo di Hornstock; e Michael Eklund, che ha un cameo come spazzino; tuttavia anche gli altri membri del cast sono tutti comparsi in stagioni precedenti:
  - Carlos Jacott ha interpretato personaggi diversi nel corso delle varie stagioni.
  - Katharine Isabelle ha vestito i panni della supermodella Sigrid in Modelli assassini.
  - Janet Varney era Mindy Howland, la spocchiosa ex-compagna di liceo dei protagonisti, ne La rimpatriata.
  - Alan Ruck era lo sgangherato rapinatore Phil Stubbins in Ostaggi.
  - Ray Wise ha interpretato padre Westley, personaggio ricorrente.
  - Dana Ashbrook ha interpretato Bob Barker, padre della vittima de Una cittadina vecchio stampo.
  - Ralph Macchio era l'imbranato istruttore Nick Conforth in Corso all'accademia.
  - Ed Lover ha interpretato se stesso in Vuoto di memoria.
  - Lindsay Sloane era Melinda, la ragazza de Shawn e la ragazza del reality.

## Indagini di nascosto
- Titolo originale: Someone's Got a Woody
- Diretto da: Mel Damski
- Scritto da: Andy Berman e Saladin K. Patterson

### Trama
2013: Shawn e Gus continuano a non avere casi
Mentre sta eseguendo un'autopsia Woody viene preso in ostaggio dal presunto colpevole, Cyrus Polk, che occupa l'obitorio imponendo agli agenti di indagare a fondo sul suo caso poiché dichiara di essere stato incastrato: lui e la vittima sono infatti stati in prigione insieme, dove si erano quasi uccisi in una rissa e, poche ore prima, il cadavere dell'uomo viene rinvenuto nel soggiorno di Polk trafitto dal suo coltello da cucina.
Woody convince il sequestratore a chiedere a Trout un colloquio da solo con Shawn e Gus che, in seguito iniziano a indagare come da esplicita richiesta dell'ex-detenuto. Intanto Trout, esasperato dalla situazione, decide di ricorrere all'uso della forza preparando un'operazione armata. Jules confessa che un'operazione simile condotta da Trout si risolse con la morte del colpevole e dei civili.
Tale presa di posizione dell'uomo spinge Jules a ribellarsi agli ordini e a entrare nell'obitorio fingendosi la figlia di Woody, cosa che si rivela disastrosa dato che lei oltre a non saper improvvisare e vedere un'autopsia, Polka trova una foto di Woody con la vera figlia, ma l'espediente consente al medico legale di finire d'analizzare il cadavere scoprendo indizi che, comunicati via telefonica al "sensitivo" gli permettono di scoprire il vero colpevole in Edward Tripp, il responsabile della libertà vigilata di Polk che, coinvolto nel giro di ricettazione della vittima, lo ha ucciso nel momento in cui desiderava tirarsi fuori e ha tentato di addossare la colpa all'ex-detenuto.
Jules costringe Trout e i suoi cecchini ad abbassare le armi facendo da scudo umano a ostaggio e sequestratore, mentre Lassiter arresta il vero colpevole risolvendo la situazione in modo pacifico. Infine, Trout stanco delle indagini dei quattro alle sue spalle vuole licenziare i due agenti, ma da una telefonata improvvisa viene rimosso dal suo incarico dagli Affari Interni a causa dell'inettitudine dimostrata durante l'assedio.
- Altri interpreti: Anthony Michael Hall (Harris Trout), Kurt Fuller (Woody il coroner), Peter Stormare (Cyrus Polk), Vincent M. Ward (Rocco), John Lacy (Edward Tripp), Sarah-Jane Redmond (Rosie Polk).
- Ascolti USA: telespettatori 1 730 000[4].
- Nota. È il trentaseiesimo episodio privo di flashback iniziale.

## Il sosia di Gus
- Titolo originale: Cog Blocked
- Diretto da: Brad Turner
- Scritto da: Carlos Jacott

### Trama
2013: John Russell, detto "Rus", rappresentante della California Coast Insurance, viene trovato morto in casa sua. Sebbene Lassiter (nuovamente detective) archivi il caso come suicidio Gus, empatizzando per l'uomo, la cui vita era identica alla sua in tutto e per tutto, si convince che si tratti invece di un omicidio e, per tanto, decide di indagare, trascinando nell'impresa uno Shawn riluttante e poco convinto, in un comico ribaltamento della normale dinamica del duo.
Indagando, Gus scopre che, poche settimane prima di morire, il suo sosia aveva assunto la bella e caparbia investigatrice privata Emanuelle per indagare su una frode assicurativa che aveva scoperto, ma di cui non ha fatto in tempo a rivelarle i dettagli.
Dopo tale scoperta, Gus, Shawn e Emanuelle vengono aggrediti da un sicario e il loro tentativo di fuga provoca la distruzione della storica Toyota Echo blu del duo, ma permette al "sensitivo" di intuire il colpevole dell'omicidio: Grouse, il capo di Russell, che lo ha assassinato dopo che aveva scoperto dei suoi traffici relativi al pagamento d'indennità di morte a alcuni gangster in cambio di una fetta dei loro profitti.
In seguito, Gus, stanco della vita "da pedina", decide finalmente di licenziarsi dal suo odiato lavoro alla Central Coast Pharmaceuticals.
- Altri interpreti: Kurt Fuller (Woody il coroner), Kali Hawk (Emanuelle), Vincent Gale (Mr. Grouse), Fane Tse (Quan Phung), Ken Tremblett (Mr. Latrek), Luvia Petersen (Arlene).
- Ascolti USA: telespettatori 1 790 000[5].
- Nota. L'episodio è il trentasettesimo privo di flashback iniziale, e il secondo dei cinque in cui non compare Maggie Lawson.

## Odissea sensitiva
- Titolo originale: 1967: A Psych Odyssey
- Diretto da: Kirsten Nelson
- Scritto da: Tim Meltreger e James Roday

### Trama
2013: Terminato il periodo di sospensione impostole da Trout, la Vick torna dai suoi uomini comunicando di avere, nel frattempo, accettato un lavoro a San Francisco come capo di un nuovo dipartimento che è incaricata di costruire da zero. Nel salutare il quartetto di investigatori cui è tanto affezionata comunica a Lassiter di averlo raccomandato come suo successore e, prima di partire, chiede a Jules di parlarle in privato.
Il sindaco Swaggerty, dubbioso ad assegnare il ruolo di nuovo capo dipartimento a Lassiter, decide di valutare la sua competenza incaricandolo di risolvere il caso della morte di suo zio Archie Baxter, deceduto nel 1967 per guida in stato di ebbrezza sebbene fosse astemio. Immediatamente il detective si mette sul caso, assieme a Jules, Shawn, Gus, Woody e Henry.
1967: Archie Baxter, giornalista di cronaca nera del Santa Barbara Mirror, indaga sullo spietato boss mafioso Rodney Caruso nel tentativo di dimostrare che dietro alla copertura fornita dal suo night club, il Limelighter Lounge, questi tenga sul suo libro paga l'intero dipartimento di polizia, incluso il capo Olsen Watt. Per raggiungere il suo scopo inizia a frequentare il locale interrogandone i loschi avventori.
2013: Interrogando Melba Birdsong e Scarlett Jones, all'epoca rispettivamente cantante e amante di Caruso, pare emergere però che Watt non fosse affatto corrotto e stesse tentando di incastrare il boss, mentre Baxter era un alcolizzato molesto morbosamente ossessionato da Melba.
Quella sera, Jules rivela a Shawn che la Vick le ha proposto di seguirla a San Francisco come sua investigatrice capo alla omicidi, decisione che, seppur lusinghiera, essa pensa di rifiutare poiché la promozione di Lassiter le darebbe lo stesso incarico senza trasferirsi. Nel frattempo il frustrato aspirante capo dipartimento si vede comparire in sogno Archie Baxter, che esige giustizia sostenendo di essere stato assassinato; l'epifania conferisce al detective la grinta necessaria a far emergere le prove che Scarlett Jones abbia assassinato Archie poiché investigando aveva scoperto casualmente della sua relazione con Miles Velour Jr., cantante folk alle dipendenze di Caruso.
Risolto il caso Lassiter è promosso nuovo capo del dipartimento ma, purtroppo, Swaggerty gli impone un team selezionato da lui, motivo per il quale accettare la posizione significa rinunciare a Jules che, comprendendo la situazione, abbandona in lacrime la città alle prime luci dell'alba scambiandosi con Shawn la promessa di trovare una soluzione.
- Altri interpreti: Kurt Fuller (Woody il coroner), John Kapelos (Tom Swaggerty), Loretta Devine (Melba Birdsong), Peggy Lipton (Scarlett Jones), Natasha Gayle (Melba Birdsong da giovane), Gordon Tipple (Jim)
- Ascolti USA: telespettatori 1 530 000[6].
- Nota. L'episodio segna l'esordio come regista di Kirsten Nelson[7]; inoltre i membri del cast rivestno per la prima volta un doppio ruolo interpretando i personaggi del flashback: Timothy Omundson (Archie Baxter), Corbin Bernsen (Dick Miller), Kurt Fuller (Olsen Watt) James Roday (Rodney Caruso), Dulé Hill (Miles Velour Jr.), Maggie Lawson (Scarlett Jones da giovane).

## Delitto nel chiosco
- Titolo originale: Shawn and Gus Truck Things Up
- Diretto da: David Crabtree
- Scritto da: Saladin K. Patterson

### Trama
2013: Shawn e Gus scoprono che il gestore del loro chiosco alimentare ambulante preferito, il "Macho Taco", è stato assassinato e, dunque, decidono di indagare sotto copertura come venditori ambulanti nel piazzale riservato ai chioschi in cui operavano l'uomo e la sua concorrenza; che si rivela più spietata di quanto essi immaginassero. Nel frattempo, Lassiter riassume McNab e si dedica nottetempo al lavoro in attesa che arrivi il nuovo ispettore capo, trascurando le lezioni pre-parto con Marlowe che, dal canto suo, non sembra ritenerle troppo importanti a sua volta.
Iniziate le indagini, il "sensitivo" e il suo partner sospettano inizialmente di Harold Zenga, direttore del ristorante "Brana's", che odia la concorrenza dei chioschi ambulanti e in particolare il "Macho Taco", il cui gestore era un tempo suo dipendente. In seguito seguono la falsa pista di uno studente collegiale che si finge esattore della mala con gli ambulanti per sbarcare il lunario, e dell'ispettore sanitario che ha avuto una colluttazione con la vittima il giorno del delitto a seguito di diverbi sul mancato rispetto delle normative igieniche.
Dopo aver trovato morto un altro concorrente del "Macho Taco", Shawn e Gus scoprono che il colpevole dei delitti è Vito, ambulante vegano coinvolto in una serie di furti di banche, che ha commesso il primo omicidio dopo essere stato scoperto e il secondo dopo che il suo complice si era pentito. Nel frattempo tuttavia, sul posto si presentano Marlowe, cui si rompono le acque, Henry, che rivela al figlio di aver venduto la sua casa alla famiglia di Lassiter, e il neo-capo dipartimento, che viene preso dal panico. In seguito a una corsa disperata fino all'ospedale a bordo del chiosco ambulante, il gruppo riesce far nascere Lily Nora Lassiter.
- Altri interpreti: Sage Brocklebank (Buzz McNab), Kristy Swanson (Marlowe Lassiter), Corbin Bleu (Luther), Mark Adair-Rios (Harold Zenga), Billy Wickman (Vito), Bruce Harwood (ispettore sanitario), Sean Tyson (Jake), Russell Porter (Frank Patton), Zara Durrani (Saleha), Karen Holness (Lillian).
- Ascolti USA: telespettatori 1 560 000[8].
- Nota. L'episodio è il trentottesimo privo di flashback iniziale, e il terzo dei cinque in cui non compare Maggie Lawson. Inoltre, la scena in cui il seggiolino del bambolotto del corso pre-parto di Lassiter cade sulla scalinata della piazza, è un pastiche de La corazzata Potëmkin di Sergej Michajlovič Ėjzenštejn, e il nome della figlia del personaggio omaggia quelli delle figlie di Omundson nella vita reale: Lilly e Nora.

## Riunione di sensitivi
- Titolo originale: A Touch of Sweevil
- Diretto da: Richard Coleman
- Scritto da: Kell Cahoon e Todd Harthan

### Trama
2013: Dopo tre anni di rifiuti, Shawn viene finalmente ammesso a partecipare al seminario di consulenti paranormali della polizia del professor Bob Stein. Recatosi sul posto assieme a Gus, il "sensitivo" incontra gli altri partecipanti: la consulente wicca della polizia di New Orleans Hazel Lazarus e il medium della polizia di Anchorage Garth Mathers, in costante contatto col suo spirito guida Bernie. A inizio convegno tuttavia il professore muore sul palco per avvelenamento.
Nel frattempo giunge in città la nuova ispettrice capo: Betsy Brannigan, che viene immediatamente presa in antipatia da Lassiter il quale incarica ufficialmente Shawn e Gus di esasperarla nel corso della indagini di modo da farla andare via e poter richiamare Jules.
Dopo aver sospettato del sottovalutato assistente di Stein, Randall Fishback, e del consulente sensitivo di Los Angeles James Earl Craig, smascherato come impostore dal professore; Shawn rivela che l'assassino è Garth Mathers, il quale, scoperto a sua volta come ciarlatano, ha deciso di assassinare Stein prima che lo rivelasse a qualcuno.
A fine indagine, Brannigan decide di rimanere in quanto positivamente colpita dalle stravaganze del dipartimento e rivela, sotto la facciata di dolcezza, di essere in realtà una donna paranoica, spietata ed esperta d'armi fino al punto da spingere Lassiter a rivalutarla.
- Altri interpreti: Kurt Fuller (Woody il coroner), Mira Sorvino (Betsy Brannigan), Bill Marchant (professor Bob Stein), Aaron Craven (Randall Fishback), Yvette Nicole Brown (Hazel Lazarus), Tom Arnold (Garth Mathers), Vincent Ventresca (James Earl Craig).
- Ascolti USA: telespettatori 1 360 000[9].
- Nota. L'episodio è il trentanovesimo privo di flashback iniziale, e il quarto dei cinque in cui non compare Maggie Lawson.

## Un incubo su una strada statale
- Titolo originale: A Nightmare on State Street
- Diretto da: James Roday
- Scritto da: Carlos Jacott

### Trama
2013: Depresso e angosciato dopo essere stato lasciato da Emanuelle, Gus inizia ad avere degli incubi talmente vividi e impressionanti da iniziare ad avere paura di dormire, motivo per cui inizia una terapia dei sogni condotta dall'eccentrico dottor Ashford N. Simpson, che ipotizza l'origine di tali turbamenti sia in realtà insito nella paura che Shawn lo abbandoni per trasferirsi a San Francisco. Parallelamente alle sedute della terapia, i due seguono il caso di Zach Eikleberry, un elettricista convinto che la sua giovane moglie Gretchen, insegnante elementare, lo tradisca col coach scolastico, Derek Baggs.
Nel corso delle indagini, Gus sogna di essere aggredito da un'orda di zombie che sbranano Curt Smith davanti ai suoi occhi, di trovarsi in una casa diroccata con un individuo in maschera kabuki, di rimanere intrappolato in una sala caldaia con un gruppo di bambini spettrali armati di attrezzi agricoli e due gemelle-demoni, di rimanere intrappolato in una ragnatela gigante, di vedere tutta la centrale (inclusi Woody e McNab) trasformarsi in non-morti, sua madre divorata da un mostro attraverso il lavandino e infine di barricarsi nella sede della Psych durante una sorta di apocalisse zombie che vede perire Lassiter, Brannigan e Henry per poi finire divorato da uno Shawn zombificato.
Nel frattempo il "sensitivo" scopre l'infondatezza dei sospetti di Eikleberry, ma Baggs viene trovato morto e l'elettricista viene incriminato in quanto unico sospettato. Con un'ultima intuizione, Shawn scopre che il vero assassino è stato l'allibratore del coach, verso cui aveva contratto troppi debiti di gioco. Prima che possa rivelare quanto scoperto, però, Brannigan lo precede arrestando il vero colpevole.
Infine, nel cuore della notte, dopo l'ennesimo incubo, Gus chiama Shawn chiedendogli di andare a dormire a casa sua e guardare Scuola di geni.
- Guest star: Mira Sorvino (Betsy Brannigan)
- Altri interpreti: Sage Brocklebank (Buzz McNab), Kurt Fuller (Woody il coroner), Curt Smith (se stesso), Phylicia Rashād (Winnie Guster), Bruce Campbell (dott. Ashford N. Simpson), Dean Cameron (Zach Eikleberry), Sutton Foster (Gretchen Eikleberry), William Zabka (Derek Baggs), Bella Twins (gemelle-demoni).
- Ascolti USA: telespettatori 1 530 000[10].
- Nota. Questo episodio è il quarantesimo privo di flashback iniziale e l'ultimo dei cinque in cui non compare Maggie Lawson; inoltre è stato scelto dal pubblico attraverso una votazione via web[11].

## Fuga da Santa Barbara
- Titolo originale: The Break-Up
- Diretto da: Steve Franks
- Scritto da: Steve Franks

### Trama
2013: Shawn registra un video dove racconta gli eventi della passata settimana e l'importante decisione che ha preso.

Il messaggio d'addio di Shawn.

Dopo che Gus trova lavoro come rappresentante per i principali concorrenti in affari della Central Coast Pharmaceuticals al doppio del suo precedente stipendio, con una Ford Taurus del 2010 come nuova auto aziendale e una collega il cui secondo nome è "Love" di cui si innamora senza però avere il coraggio di parlarle; Shawn si convince che l'amico di sempre abbia trovato la sua strada nella vita e, quindi, quella sera stessa chiama al telefono Jules annunciandole l'intenzione di chiudere la Psych, vendere la sua motocicletta e raggiungerla a San Francisco.
Nei giorni seguenti, il "sensitivo" cerca il modo migliore per rivelare a Gus la sua decisione e, dunque, decide di seguire assieme a lui un ultimo caso: l'omicidio dell'agente immobiliare Warren Dern, privo di parenti prossimi all'infuori del suo migliore amico fin dalle elementari nonché ex-socio Ian Collins. Sebbene la dinamica tra i due gli riporti alla mente il suo rapporto con Gus, Shawn decide di mettersi sul caso pur non riuscendo a portare risultati poiché costantemente battuto sul tempo dall'incredibile talento investigativo di Brannigan, che in breve tempo riesce a risalire fino all'assassino di Dern: Klaus Goedecke, misteriosamente trovato morto poco dopo in un motel.
Dopo essersi reso conto che Goedecke era un sicario e il suo assassino il mandante dell'omicidio di Dern, Shawn si introduce di nascosto nel suo appartamento e trova una mappa indicante un punto nella foresta dove, scavando, fa emergere un terzo cadavere: uno speculatore edile scomparso tre anni prima in occasione di un'asta successivamente vinta da Collins e Dern. Comprendendo che il colpevole sia l'ex-socio e migliore amico della vittima, che ne ha commissionato l'omicidio poiché furioso per la sua decisione di lasciare la società e in seguito ha ucciso il sicario per non lasciare testimoni, Shawn potrebbe chiudere il caso, ma prima decide di andare insieme a Gus al Leland Bosseigh High School, il loro vecchio liceo, in modo da dargli finalmente la notizia. Prima che vi riesca tuttavia, i due sono raggiunti da Collins, intenzionato a ucciderli prima che possano smascherarlo.
Costretti a una rocambolesca fuga a bordo della stessa auto che Shawn rubò venendo arrestato per la prima volta, i due non riescono a seminare l'inseguitore. Shawn decide allora di chiamare in aiuto suo padre, nel frattempo impegnato in una lezione di criminologia all'università. L'arrivo tempestivo dell'ex-detective porta all'arresto di Collins e alla chiusura dell'ultimo caso di Psych a Santa Barbara. Nonostante ciò, tuttavia, Shawn non riesce a parlare a Gus e, per tanto, decide di lasciare che sia il DVD del video registrato a dargli la notizia.
Terminato il video che ha aperto l'episodio sono mostrate le varie reazioni dei destinatari: Woody dialoga con lo schermo convinto sia una videochiamata, il detective Dobson (fino ad allora mai inquadrato) rimane colpito dal fatto di essere definito un eroe dal ragazzo che, fino ad allora, non gli aveva mai rivolto la parola, Lassiter rompe il DVD prima che il "sensitivo" gli riveli il segreto dei suoi presunti poteri e procede poi ad assegnare a McNab l'agognata promozione a junior detective sotto la guida di Brannigan. Gus invece, profondamente scosso, si reca agli uffici della Psych sperando di incontrare Shawn prima che se ne vada, scopre però che sono stati nel frattempo occupati da Henry, a sua volta avvertito all'ultimo momento della decisione presa dal figlio.
Dopo aver capito che la sua vita in fondo è rimasta la stessa, Gus decide di raggiungere il suo migliore amico a San Francisco per continuare con lui la professione di detective privato. Nella nuova città, i due si ricongiungono al capo Vick, la quale, pur avvertendoli che dovranno competere con un altro consulente locale, li accoglie a braccia aperte. Infine, Shawn e Jules decidono finalmente di sposarsi.
- Guest star: Val Kilmer (detective Dobson), Billy Zane (Ian Collins)
- Altri interpreti: Sage Brocklebank (Buzz McNab), Kurt Fuller (Woody il coroner), Mira Sorvino (Betsy Brannigan), Deon Richmond (Mr. Richmond), Floriana Lima ("Love"), Robert Underwood (Warren Dern), Madison Smith (Maximillian), Kinga Gorski (studentessa 1), Anesha Bailey (studentessa 2), Brian Barry (Klaus Goedecke), Darren Matheson ("quel tipo").
- Ascolti USA: telespettatori 1 930 000[14].
- Nota. Questo episodio, ultimo della serie, è il quarantunesimo privo di flashback iniziale su un totale di centoventuno. Importante inoltre segnalare la presenza di Billy Zane e Val Kilmer, due degli attori più spesso nominati da Shawn, in veste di guest star.